# Торговля людьми в Таиланде
По определению ООН торговля людьми представляет собой "осуществляемые в целях эксплуатации вербовку, перевозку, передачу, укрывательство или получение людей путем угрозы силой или ее применения или других форм принуждения, похищения, мошенничества, обмана, злоупотребления властью или уязвимостью положения, либо путем подкупа, в виде платежей или выгод, для получения согласия лица, контролирующего другое лицо". Таиланд является источником, страной назначения и транзита для торговли людьми. Относительное процветание Таиланда привлекает мигрантов из соседних стран, которые бегут из условий бедности, а в случае Бирмы - беженцы бегут от военных репрессий. Большой объем незаконной миграции в Таиланд предоставляет торговцам людьми дополнительные возможности для обмана мигрантов и продажи их рабство. Управление по контролю и борьбе с торговлей людьми госдепартамента США поместило Таиланд в категорию "Tier 2 Watchlist" в 2017 году.

## Обзор
Таиланд является желаемой страной для многих нелегальных иммигрантов из соседних стран из-за наличия более высокооплачиваемой работы. Четыре ключевых сектора экономики Таиланда (рыболовство, строительство, сельское хозяйство и домашняя работа) в значительной степени зависят от не имеющих документов бирманских мигрантов и других этнических меньшинств из Мьянмы, которых зачастую эксплуатируют и принуждают к труду. Многие из этих иммигрантов особенно уязвимы для эксплуатации из-за отсутствия у них какой либо юридической защиты. Также среди этих иммигрантов много женщин, которые были завлечены в работу в публичных домах. Дети из Бирмы, Лаоса и Камбоджи становятся жертвами принудительного попрошайничества.
Таиланд также является источником трудовых мигрантов, поскольку многие тайские рабочие отправляются за границу в Тайвань, Малайзию, США, Ближний Восток и т. Д. Япония считается самым крупным рынком для мигрантов из Таиланда. Многие чернорабочие, особенно женщины, становятся жертвами торговли за рубежом, и часто оказываются в долговой кабале, потому что должны платить огромную комиссию за их вывоз из страны, которую они должны выплачивать за счет принудительного труда. Тайские мигранты являются жертвами злоупотреблений со стороны работодателей. Таких как: чрезмерные часы работы, низкая заработная плата и небезопасные условия работы.

## Профилактика

### Усилия правительства
Усилия правоохранительных органов Таиланда по сокращению спроса на незаконные сексуальные услуги и секс-туризм сводятся к полицейским рейдам направленым на закрытия публичных домов.
В то же время правительство проводило информационно-просветительские кампании, среди туристов, с целью снизить распространенность детского секс-туризма. Правительство Таиланда также сотрудничало со многими иностранными правоохранительными органами с целью ареста и депортации иностранных граждан, которые, как было установлено, занимались детским секс-туризмом. В 2007 году правительство Таиланда распространило брошюры и сообщения в популярных туристических районах, предупреждая туристов о серьезных уголовных обвинениях связанных с завлечением детей в сексуальные услуги.
В апреле 2015 года Таиланд столкнулся с угрозой запрета на торговлю со стороны Европейской комиссии за то, что он не принял достаточных мер для борьбы с эксплуатацией в рыбной промышленности. После этого, в мае 2015 года правительству удалось арестовать несколько преступников и спасти около 130 человек, которые стали жертвами торговли людьми.
В мае 2015 года Национальная законодательная ассамблея Таиланда внесла поправки в Уголовный кодекс с целю борьбы с сексуальной эксплуатацией детей. Согласно законопроекту, лица, которые сберегают детскую порнографию может быть приговорен к 5 годам в тюрьме; те, кто его распространяет, к 7 годам лишения свободы; а те, кто производит и продают его, могут лишиться свободы на срок до 10 лет.
В начале 2018 года Королевская полиция Таиланда организовала целевую группу (TATIP) по борьбе с торговлей людьми в Таиланде, состоящую из сотрудников правоохранительных органов, социальных работников и членов неправительственных организаций. Их цель - улучшение координации усилий правоохранительных органов в сфере секс-индустрии и трудовой деятельности.

### Усилия неправительственных организаций
Неправительственные организации берут на себя роль пропаганды прав женщин с помощью улучшения образования женщин и детей. Улучшение образования приводит к увеличению доходов женщин. Благодаря этому их сложнее принудить к труду, например, в секс-индустрии. Так, организация «Тайские женщины завтрашнего дня» создали группу учителей-добровольцев, которые учат женщин и рассказывают им об опасности секс-индустрии и торговли людьми в местных деревнях.

## Действия судебной системы
С целью правосудия и защиты жертв торговли людьми, прокуратура привлекает к ответственности виновных и торговцев.
Правительство Таиланда достигло некоторого прогресса в усилиях правоохранительных органов по борьбе с торговлей людьми. В ноябре 2007 года Таиланд принял новое законодательство о борьбе с торговлей людьми. Новый закон запрещает все виды торговли людьми, включая принудительный труд и торговлю мужчинами (до этого в законе речь шла только о женщинах), и предписывает наказания, которые соразмерны тем, которые предусмотренным для других тяжких преступлений, таких как изнасилование. Поправка октября 2006 года к Закону о борьбе с отмыванием денег позволяет Управлению по борьбе с отмыванием денег (AMLO) в судебном порядке заморозить активы виновных в торговле людьми и выделить часть изъятых активов для компенсации жертвам. 21 ноября 2015 года Таиланд подписал Конвенцию АСЕАН о борьбе с торговлей людьми, особенно женщинами и детьми (ACTIP).
Предыдущее тайское законодательство о борьбе с торговлей людьми, определяло «торговлю людьми» только с точки зрения сексуальной эксплуатации и позволяло классифицировать только женщин и детей как жертв, имеющих право на получение убежища или социальных услуг от правительства. Королевская полиция Таиланда сообщила, что в течение двухлетнего периода, заканчивающегося в июне 2007 года, было возбуждено 144 уголовных дела из-за случаев торговли женщинами. В декабре Уголовный суд Таиланда приговорил двух торговцев к семи годам тюремного заключения за привлечение 15-летней девочки к занятию проституцией в Сингапуре.
В мае 2007 года Генеральная прокуратура Таиланда создала Центр по борьбе с международной торговлей людьми. В этом центре работает восемь постоянных адвокатов, которые координируют судебные процессы всех случаев торговли людьми в Таиланде.
В 2015 году правительство Таиланда вновь приняло более жесткий новый закон о торговле людьми. Новый закон предусматривал возможность смертной казни и штрафа в размере до 400 000 бат для торговцев людьми, если их «клиенты» умирали. Однако, некоторые наблюдатели считают, торговля людьми в Таиланде существует только из-за официальной коррупции. А ужесточение законов не улучшает ситуацию в этом вопросе.
Премьер-министр действующего правительства Prayut Chan-o-cha обещал пообещал искоренить торговлю людьми из Таиланда. Он потребовал от всех правительственных учреждений большего сотрудничества и координации. По словам премьер-министра, любой, кто не может бороться с торговлей людьми или закрывать глаза на эту проблему, будет привлечен к дисциплинарным взысканиям или уголовному преследованию.
Коррупция в высших эшелонах правительства Таиланда продолжают препятствовать следственным и прокурорским действиям, о чем свидетельствует бегство в декабре 2015 года высокопоставленного следователя по торговле людьми в Австралию, где он будет искать политического убежища. Генерал-майор Paween Pongsirin заявил, что его расследования торговли людьми связаны с высокопоставленными лицами в тайской полиции и вооруженных силах, и теперь он боится за свою жизнь. По словам Paween Pongsirin, «в торговлю людьми вовлечены влиятельные люди. И в стране есть такие плохие полицейские и военные, которые делают такие вещи».
Март 2016 года ознаменовал начало крупнейшего в Тайване судебного дела о торговли людьми. Военное правительство инициировало его и-за мирового возмущения и перспективы экономических санкций после обнаружения в мае 2015 года могилы с 30 жертвами торговли людьми на юге Таиланда. На скамье обвиняемых оказались 92 человека, включая политиков, полицейских и генерал-лейтенанта Manas Kongpaen. В 2017 году суд приговорил  генерала Manas Kongpaen к 27 годам лишения свободы.

## Защита жертв торговли людьми
Премьер-министр Таиланда Prayut Chan-o-cha выступает за полное искоренения торговли людьми из королевства. Правительство провело ряд мер по пресечению торговли людьми. В качестве примера можно привести общенациональную регистрацию нелегальных рабочих-мигрантов, более строгое регулирование судов и рабочей силы в секторе морского рыболовства, поправки и усовершенствования соответствующих законов, которые направлены на защиту населения от попадания в рабство.
В апреле 2008 года Министерство труда утвердило ряд новых руководящих принципов для обработки будущих случаев торговли людьми. В силу этих принципов жертвам торговли людьми будет предоставляться иммунитет от судебного преследования из-за их возможного участия в преступных действиях. А также жертвам торговли людьми предоставляют временное место жительства. Тайские посольства предоставляют консульскую защиту тайским гражданам, которые сталкиваются с трудностями за рубежом.
В 2017 году правительство выделило более 10,2 млн. бат (314 110 долл. США) жертвам торговли людьми. Также Министерство социального развития и безопасности создало подразделение которое предоставляет потерпевшим юридическую помощь и помогает подать претензии о компенсации.